# پارک سو هیون
پارک سو هیون (انگلیسی: Park So-hyun؛ زادهٔ ۱۱ فوریهٔ ۱۹۷۱) بازیگر سینما، بازیگر، و دی‌جی اهل کره جنوبی است.
از فیلم‌ها یا برنامه‌های تلویزیونی که وی در آن نقش داشته است می‌توان به گمشده سیاه اشاره کرد.